# Bupleurum libanoticum
Bupleurum libanoticum là một loài thực vật có hoa trong họ Hoa tán. Loài này được Boiss. & Blanche mô tả khoa học đầu tiên năm 1856.